# Jeffersontown
Jeffersontown és una població dels Estats Units a l'estat de Kentucky. Segons el cens del 2008 tenia 31.107 habitants.

## Demografia
Segons el cens del 2000, Jeffersontown tenia 26.633 habitants, 10.653 habitatges, i 7.275 famílies. La densitat de població era de 1.033,5 habitants/km².
Dels 10.653 habitatges en un 32,9% hi vivien nens de menys de 18 anys, en un 54,3% hi vivien parelles casades, en un 10,7% dones solteres, i en un 31,7% no eren unitats familiars. En el 26,4% dels habitatges hi vivien persones soles el 6,4% de les quals corresponia a persones de 65 anys o més que vivien soles. El nombre mitjà de persones vivint en cada habitatge era de 2,46 i el nombre mitjà de persones que vivien en cada família era de 2,99.
Per edats la població es repartia de la següent manera: un 24,8% tenia menys de 18 anys, un 7,7% entre 18 i 24, un 33,4% entre 25 i 44, un 23,3% de 45 a 60 i un 10,8% 65 anys o més.
L'edat mediana era de 36 anys. Per cada 100 dones de 18 o més anys hi havia 89,1 homes.
La renda mediana per habitatge era de 51.999$ i la renda mediana per família de 60.951$. Els homes tenien una renda mediana de 41.345 $ mentre que les dones 29.537$. La renda per capita de la població era de 23.977$. Entorn del 3,7% de les famílies i el 4,3% de la població estaven per davall del llindar de pobresa.

## Poblacions més properes
El següent diagrama mostra les poblacions més properes.